# Peggy Ryan
Peggy Ryan est une actrice américaine née le 28 août 1924 à Long Beach (Californie) et morte le 30 octobre 2004  à Las Vegas.

## Filmographie partielle
Cinéma
- 1939 : Mademoiselle et son flic (She Married a Cop)  de Sidney Salkow
- 1942 : What's Cookin'? de Edward F. Cline
- 1942 : Private Buckaroo de Edward F. Cline
- 1942 : Give Out, Sisters de Edward F. Cline
- 1942 : Miss Annie Rooney d'Edwin L. Marin
- 1943 : Monsieur Swing (Mister Big)
- 1943 : Top Man de Charles Lamont
- 1944 : Le Joyeux Trio Monahan (The Merry Monahans) de Charles Lamont
- 1944 : Babes on Swing Street d'Edward C. Lilley
- 1944 : Cavalcade musicale (Bowery to Broadway) de Charles Lamont
- 1944 : Hollywood Parade (Follow the boys) de A. Edward Sutherland
- 1944 : Et voilà la vie (This Is the Life) de Felix E. Feist
- 1944 : Les Flirts des Corrigans (Chip Off the Old Block)
- 1945 : Deux Nigauds au collège (Here Come the Co-eds) de Jean Yarbrough
- 1945 : L'esprit fait du swing (That's the Spirit) de Charles Lamont
- 1946 : Opération V2
- 1953 : Le Joyeux débarquement (All Ashore) de Richard Quine

Télévision
- 1972 : Hawaï police d'État : Jenny Sherman (12 saisons / 53 épisodes)